# アンコンディショナリー・ギャランティード
『アンコンディショナリー・ギャランティード』（Unconditionally Guaranteed）は、ドン・ヴァン・ヴリートが率いるキャプテン・ビーフハート・アンド・ザ・マジック・バンドが1974年に発表した通算8作目に相当するアルバムである。

## 解説

### 経緯
1973年1月にリプリーズ・レコードからに発表された前作『クリア・スポット』は、親会社のワーナー・ブラザーズテッド・テンプルマンをプロデューサーに迎えて、ワーナーが所有していたスタジオで十分な予算と時間を与えられて制作された。しかし期待に反して売り上げは振るず、ワーナーの失望を招いた。
彼等は1973年2月からアメリカ、カナダ、イギリスを廻る4カ月のツアーを開始した。ツアーに先立って、オリジナル・メンバーで結成時にヴァン・ヴリートと共に中心的な役割を果たしたギタリストのアレックス・セント・クレアが、約4年半ぶりに復帰した。彼等は、ヴァン・ヴリート、セント・クレア、ビル・ハークルロード（ギター）、マーク・ボストン（ギター）、ロイ・エストラーダ（ベース・ギター）、アート・トリップ（ドラムス）でツアーに臨み、3月23日と24日にはサンフランシスコのウィンターランド・ボールルームでマハヴィシュヌ・オーケストラのコンサートの第一部を務め、ニューヨークではラリー・コリエル率いるザ・イレヴンス・ハウスを第一部に迎えた。
『クリア・スポット』の商業的な失敗を受けて、ヴァン・ヴリートはリプリーズ・レコードを去り、アメリカではマーキュリー・レコード、イギリスでは新興レーベルのヴァージン・レコードと契約を結び、アンディとデイブのディマルティーノの兄弟を新しいマネージャーに迎えた。ディマルティーノ兄弟は利を得るためには不正直な事や不法な事さえやりかねないと噂されていたが、この頃のヴァン・ヴリートは誰にでも喜んで従うような有様で、メンバーは取り敢えず彼に従った。彼等は北カリフォルニアの海辺に行き、とあるレストランがパーティー用に貸していたビーチハウスを借りて、時には遠方で鯨が泳いでいるのを見ながら新曲のリハーサルを行ない、その後、1974年の初頭にハリウッドで本作を制作した。

### 内容
セント・クレアが再加入した一方でエストラーダが離脱したので、エストラーダ在籍中はギターを担当していたボストンが本作では再びベース・ギターを担当した。またマーク・マルセリーノが初のキーボーディストとして記された。アルバムの制作者の表記で前作までと同様にステージ名が使われたのは、ヴァン・ヴリート、ハークルロード、ボストンの3名だけだった。ディマルティーノがアコースティック・ギター、デル・シモンズがテナー・サクソフォーンとフルートで客演した。
両手に紙幣を握りしめているヴァン・ヴリートの写真に「無条件保証」「100%純粋で良質」と銘打たれたジャケットが印象的な本作は、前々作『ザ・スポットライト・キッド』と前作『クリア・スポット』で示された商業主義路線がさらに押し進められた内容を持っていた。ハークルロードは自伝で収録曲を一曲づつ取り上げて、本作に辛辣な評価を下している。
収録曲は、全てヴァン・ヴリート夫妻とアンディ・ディマルティーノの共作でヴァン・ヴリートとディマルティーノの編曲となっている。しかしハークルロードは、ディマルティーノが印税を得るために自分の名前を加え、ヴァン・ヴリートがディマルティーノの取り分を半分から三分の一に減らすために夫人の名前を加えた、としている。本作は、デイブ・ディマルティーノ、ワーナー・ブラザーズの会長もしくは副会長、本作制作のリハーサルの為に借りたビーチハウスの所有者などに捧げられた。

## 収録曲
作詞・作曲は全曲Don and Jan Van Vliet and Andi DiMartinoによる。

### オリジナルLP
| #         | タイトル              | 作詞  | 作曲・編曲 | 時間 |
| --------- | --------------------- | ----- | ---------- | ---- |
| 1.        | 「Upon the My-O-My」  |       |            | 2:43 |
| 2.        | 「Sugar Bowl」        |       |            | 2:13 |
| 3.        | 「New Electric Ride」 |       |            | 3:02 |
| 4.        | 「Magic Be」          |       |            | 2:55 |
| 5.        | 「Happy Love Song」   |       |            | 3:54 |
| 合計時間: | 合計時間:             | 14:47 |            |      |

| #         | タイトル                  | 作詞  | 作曲・編曲 | 時間 |
| --------- | ------------------------- | ----- | ---------- | ---- |
| 1.        | 「Full Moon, Hot Sun」    |       |            | 2:19 |
| 2.        | 「I Got Love on My Mind」 |       |            | 3:08 |
| 3.        | 「This Is the Day」       |       |            | 4:51 |
| 4.        | 「Lazy Music」            |       |            | 2:49 |
| 5.        | 「Peaches」               |       |            | 3:20 |
| 合計時間: | 合計時間:                 | 16:27 |            |      |

### CD
| #         | タイトル                  | 作詞  | 作曲・編曲 | 時間 |
| --------- | ------------------------- | ----- | ---------- | ---- |
| 1.        | 「Upon the My-O-My」      |       |            | 2:43 |
| 2.        | 「Sugar Bowl」            |       |            | 2:13 |
| 3.        | 「New Electric Ride」     |       |            | 3:02 |
| 4.        | 「Magic Be」              |       |            | 2:55 |
| 5.        | 「Happy Love Song」       |       |            | 3:54 |
| 6.        | 「Full Moon, Hot Sun」    |       |            | 2:19 |
| 7.        | 「I Got Love on My Mind」 |       |            | 3:08 |
| 8.        | 「This Is the Day」       |       |            | 4:51 |
| 9.        | 「Lazy Music」            |       |            | 2:49 |
| 10.       | 「Peaches」               |       |            | 3:20 |
| 合計時間: | 合計時間:                 | 31:14 |            |      |

## 参加ミュージシャン
キャプテン・ビーフハート・アンド・ザ・マジック・バンド
- Captain Beefheart （Don Van Vliet） – ヴォーカル、ハーモニカ
- Zoot Horn Rollo （Bill Harkleroad） – ギター、グラス・フィンガー・ギター
- Rockette Morton （Mark Boston）  – ベース・ギター
- Art Tripp – ドラムス、パーカッション
- Alex St. Clair – ギター
- Mark Marcellino – キーボード

その他
- Andy DiMartino – アコースティック・ギター
- Del Simmons – サクソフォーン、フルート